# Rivière des Perdrix
Pour les articles homonymes, voir Perdrix et Rivière Perdrix.
La rivière des Perdrix coule dans les municipalités de Notre-Dame-du-Rosaire, Cap-Saint-Ignace et Montmagny, dans la municipalité régionale de comté de Montmagny, dans la région administrative de Chaudière-Appalaches, au Québec, au Canada.
La rivière des Perdrix est un affluent de la rive sud du bras Saint-Nicolas, lequel se déverse sur la rive sud-est de la rivière du Sud ; cette dernière coule vers le nord-est jusqu'à la rive sud du fleuve Saint-Laurent.

## Géographie
Les principaux bassins versants voisins de la rivière des Perdrix sont :
- côté nord : fleuve Saint-Laurent, bras Saint-Nicolas ;
- côté est : ruisseau Guimont, Bras Saint-Nicolas, rivière Inconnue ;
- côté sud : rivière du Sud, rivière Fraser, rivière Alick ;
- côté ouest : rivière du Sud, bras Saint-Nicolas.

La rivière des Perdrix prend sa source sur le versant nord de la montagne aux Érables, sur le versant nord des monts Notre-Dame, dans la municipalité de Notre-Dame-du-Rosaire. Plusieurs branches de ruisseaux de montagnes et forestiers alimentent la tête de la rivière des Perdrix.
À partir de sa source, la rivière des Perdrix coule sur environ 31 km, répartis selon les segments suivants :
- vers le nord-est dans Notre-Dame-du-Rosaire, jusqu'à la confluence d'une branche de ruisseau (venant du sud) ;
- vers le nord, jusqu'à la confluence de la rivière Inconnue (venant du sud-est) ;
- vers le nord, jusqu'à la limite entre Notre-Dame-du-Rosaire et Cap-Saint-Ignace ;
- vers le nord, jusqu'au chemin des Érables-Ouest ;
- vers l'ouest en coupant la route des Pommiers, jusqu'au chemin Bellevue-Ouest ;
- vers l'ouest, jusqu'à la limite entre Cap-Saint-Ignace et Montmagny ;
- vers l'ouest, jusqu'à l'autoroute 20 ;
- vers le nord, jusqu'à sa confluence.

La rivière des Perdrix se déverse sur la rive sud du bras Saint-Nicolas. Cette confluence est située à 1,6 km de la rive sud du fleuve Saint-Laurent, à 1,3 km en aval de la limite entre Cap-Saint-Ignace et Montmagny, ainsi qu'à 3,1 km en amont du pont du chemin de fer qui traverse la ville de Montmagny.
Sur le territoire de la commune de Notre-Dame-du-Rosaire, la rivière des Perdrix longe la forêt ancienne de la Rivière-des-Perdrix.

## Toponymie
Le toponyme Rivière des Perdrix a été officialisé le 5 décembre 1968 à la Commission de toponymie du Québec.